# Недялков, Антон
Антон Михайлов Недялков (болг. Антон Михайлов Недялков; 30 апреля 1993, Ловеч, Болгария) — болгарский футболист, защитник клуба «Лудогорец» и сборной Болгарии.

## Биография

### Клубная карьера
Воспитанник ловечского «Литекса». На профессиональном уровне дебютировал в сезоне 2011/12, находясь в аренде в клубе первой лигги «Чавдар». Во второй части сезона был отдан в аренду в клуб высшей лиги «Светкавица», за который сыграл 13 матчей в чемпионате Болгарии. Со следующего сезона Недялков стал выступать за основную команду «Литекса» и за 4 года в клубе провёл 72 в матча в лиге. Летом 2016 года подписал контракт с софийским ЦСКА. Зимой 2018 года перешёл в американский клуб «Даллас», за который сыграл 9 матчей в MLS, а также появился на поле в одном из матчей Лиги чемпионов КОНКАКАФ против панамского «Тауро». Летом 2018 вернулся в Болгарию, где подписал контракт с командой «Лудогорец».

### Карьера в сборной
В основную сборную Болгарии вызывался с 2015 года. Дебютировал за национальную команду 6 сентября 2016 года, отыграв весь матч против сборной Люксембурга в рамках отборочного раунда чемпионата мира 2018. В 2018 году принял участие в трёх матчах сборной в Лиге наций УЕФА.